# آتش (فیلم ۱۹۶۳)
آتش (ارمنی: Կրակ) یک فیلم است محصول سال ۱۹۶۳, به کارگردانی و بازیگری فرونزیک مکرتچیان، ادگار الباکیان

## بازیگران
- ن. ماکاریان
- ژ. کورتانجیان
- گ. هاروتیونیان
- فرونزیک مکرتچیان
- گ. نازاریان
- آ. مارتیروسیان
- ادگار الباکیان
- زاره تر-کاراپتیان
- مارگو مورادیان
- س. گریگوریان